# Paseos por Roma
Paseos por Roma (en francés Promenades dans Rome) es un libro de viajes del escritor francés Stendhal, ambientado en la ciudad de Roma, cuyos monumentos y vida social describe. Lo escribió entre el siete de junio de 1828 y el veintitrés de abril de 1829.

## Descripción
El autor los presenta como una guía para el viajero. Consiste en pequeños textos fechados al día, en forma de periódico. En cada uno, Stendhal entrega sus impresiones estéticas, anécdotas históricas u observaciones sociológicas sobre la Ciudad Eterna o algunos de sus monumentos. Allí se describe a Roma como un descubrimiento y Stendhal nos dice qué ver, según él, pero sobre todo cómo verlo. Es una especie de iniciación a la belleza y una búsqueda del placer de ver y sentir.
Desde el siglo XVII, Italia fue un destino prestigioso para los estratos sociales más privilegiados de Europa. Para artistas e intelectuales, sean pintores, músicos, escritores ... el "viaje a Italia" se convierte rápidamente en un rito imprescindible y algunos escribirán relatos de su viaje, que se convertirán en auténticas guías. Stendhal apreció estos libros, lo que lo impulsó a escribir su propia "guía".
Las fechas de los textos se extienden desde el 3 de agosto de 1827 al 23 de abril de 1829. Al final del libro, Stendhal añadió una propuesta para una visita a Roma en diez días construida en forma de listas de lugares a visitar día a día. El texto termina con la mención: "a los pocos felices".

## Ediciones
En noviembre de 2016, la biblioteca municipal de Grenoble compró la edición original de Promenades dans Rome por la suma de 10.778 euros.